# Jacob Christoph Le Blon
Jacob Christoph Le Blon, oppure Jakob Christoph Le Blon o Jakob Christof Leblon o Jacob Christof Le Blon o Jacob Christoffel Le Blon (Francoforte sul Meno, 2 maggio/23 maggio 1667 – Parigi, 15 maggio/16 maggio 1741), è stato un pittore e incisore tedesco, inventore di un sistema di stampa a quattro colori su rame.

## Biografia

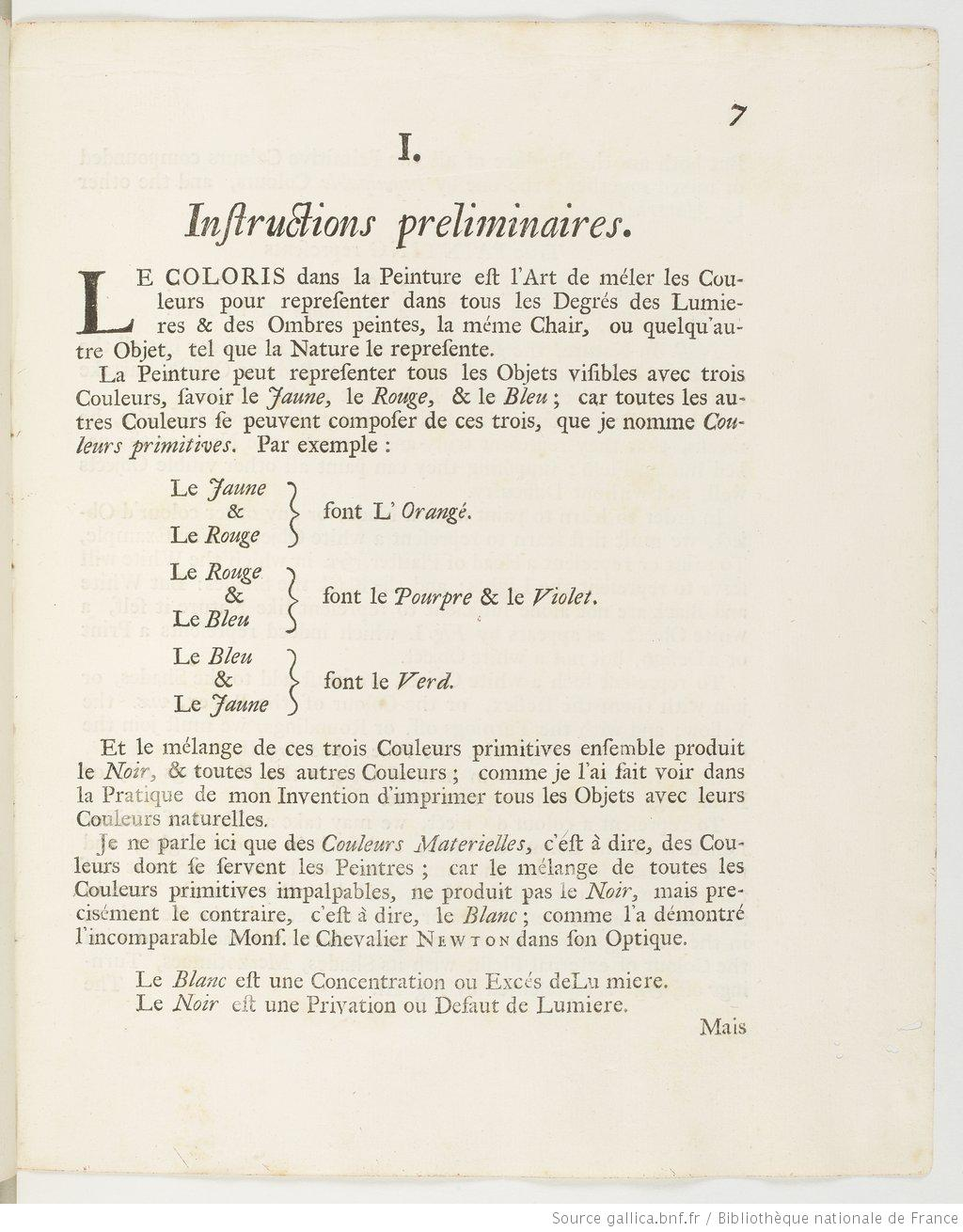
Prima pagina del Coloritto : L'Harmonie du coloris dans la peinture; reduite en pratique mecanique et à des regles sures & faciles : avec des figures en couleur, pour en faciliter l'intelligence, non seulement aux peintres, mais à tous ceux qui aiment la peinture, 1725

### Famiglia e formazione
Le Blon nacque nel 1667 in una famiglia dedita all'arte e alla tipografia, figlio di Christoph Le Blon, un incisore e un libraio, mentre la madre era una parente dell'incisore e disegnatore svizzero naturalizzato tedesco Matthäus Merian.
La formazione artistica di Le Blon si effettuò dapprima in Svizzera, a Zurigo, con il maestro pittore e incisore Conrad Meyer, successivamente durante il suo soggiorno italiano a Roma, dal 1696 al 1697, sotto la guida del pittore e restauratore Carlo Maratta.

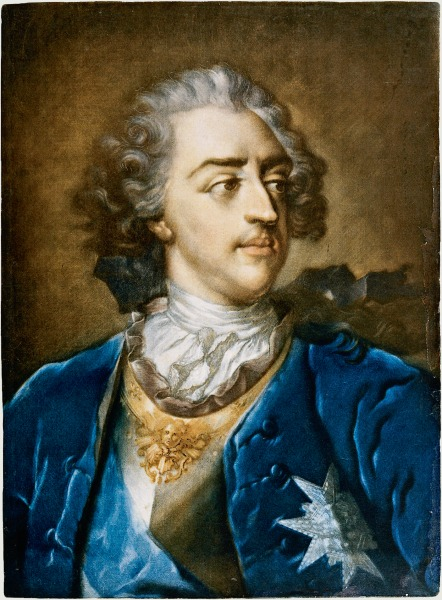
Ritratto di Luigi XV, tratto da un'incisione di Nicholas Blakey, prova a colori finale, 1739

### Ad Amsterdam, Londra e Parigi

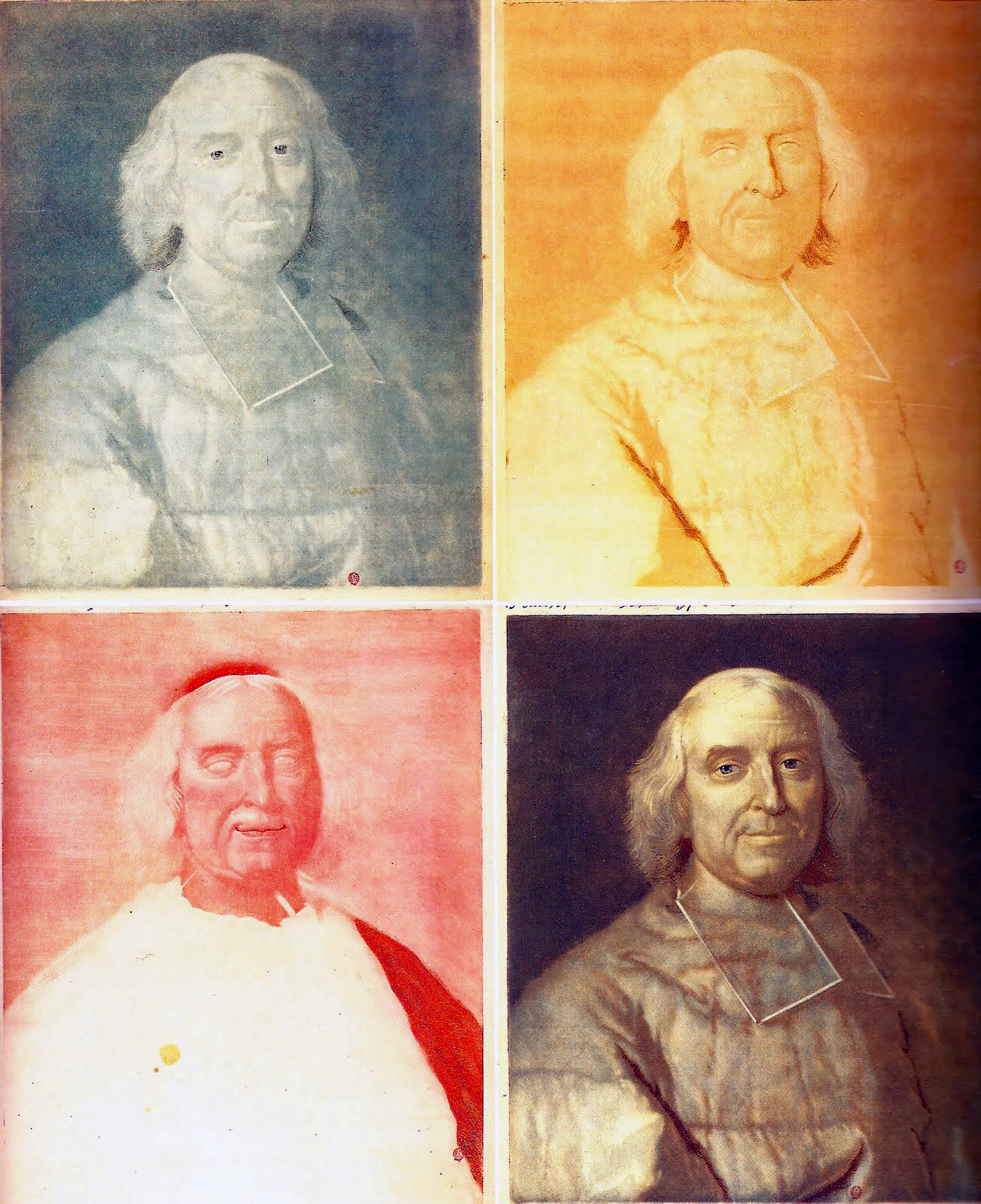
Quattro stati o prove intermedie (C, Y, M, B) per un'incisione a colori del cardinale André-Hercule de Fleury tratto da un'opera di Hyacinthe Rigaud

Alla fine del XVII secolo Le Blon si trasferì per quattro anni ad Amsterdam, dove studiò l'arte fiamminga e dei Paesi Bassi, inoltre lavorò come pittore per miniature e incominciò a sperimentare con le immagini a colori, utilizzando tre diverse lastre applicate a un singolo foglio di carta, ispirandosi al libro, scritto da un anonimo, intitolato Traité de la peinture en mignature pubblicato a L'Aia nel 1708, che approfondiva la tematica della tricromia.
Le ricerche di Le Blon continuarono in Inghilterra, a Londra, negli anni 10 del XVIII secolo, ottenendo da Giorgio I di Gran Bretagna, nel 1719, il brevetto per una tecnica per stampare copie di immagini a colori di personaggi e di opere celebri; però l'attività non ebbe successo.
A Londra si dedicò anche a traduzioni, come quella di Le beau idéal, un libro sull'estetica e scrisse un'opera originale nel 1725, il saggio intitolato Coloritto : L'Harmonie du coloris dans la peinture; reduite en pratique mecanique et à des regles sures & faciles : avec des figures en couleur, pour en faciliter l'intelligence, non seulement aux peintres, mais à tous ceux qui aiment la peinture, descrivendo per la prima volta,  il processo tecnico che aveva inventato e contemporaneamente sperimentò una tecnica per tessitura per imitare gli arazzi, che però non ebbe buon esito.
Trasferitosi a Parigi, tornò ad occuparsi delle stampe a colori, ottenendo un parziale successo e dopo la sua morte, avvenuta in non buone condizioni economiche nel 1741, venne definito come uno degli inventori della stampa a colori mezzatinta.

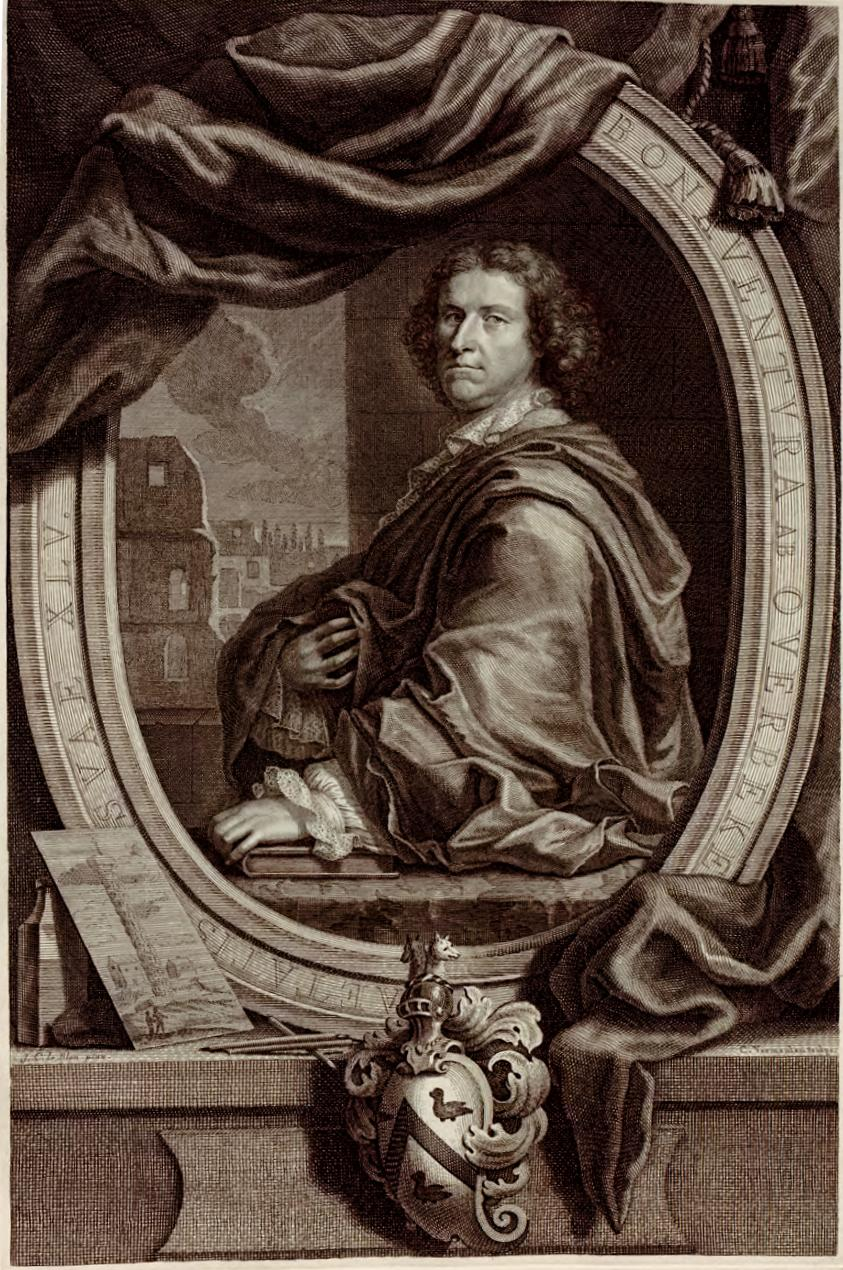
Ritratto di Bonaventura van Overbeek, tratto da un'opera di Cornelis Vermeulen, 1709

### Il metodo di stampa a colori mezzatinta
Seguace delle dottrine aristoteliche, Le Blon si impegnò a combinare pratiche artistiche e scienze. Nel primo terzo del XVIII secolo, Le Blon inventò sia un metodo di stampa a quattro colori mezzatinta su rame per imitare i dipinti sia una tecnica di tessitura per imitare gli arazzi, cercando di estendere il consumo di arte ad un numero maggiore di persone, proponendo un'alternativa alla copia manuale, dovendo risolvere i problemi della limitatezza di quattro colori, che però potevano essere combinati tra di loro, della necessità di stampe di grandi dimensioni e della ristretta tiratura.
Usò tecniche particolari di pittura e incisione per realizzare le sue stampe, seguendo le dottrine della tricromia inventate da Newton e supportate più generalmente dalla filosofia meccanica. Per sviluppare il suo processo, Le Blon fu il primo ad utilizzare tre inchiostri colorati (blu, giallo, rosso), di una ottimale trasparenza, su diverse lastre di metallo incise per ottenere quasi tutti i colori per sovrapposizione, ai quali aggiunse una quarta lastra, con l'inchiostro nero.  Alla lastra di mezzatinta venne dato un grano uniforme, grazie alla sbavatura della superficie con uno strumento a denti di sega, cercando di bilanciare l'intensità delle lastre. L'immagine venne quindi sviluppata in tonalità chiara grazie all'ausilio di un raschietto e di un bruciatore. Il risultato fu una combinazione di estetica, arte e scienza allo stesso tempo, e stampe con gradazioni di colore.
Il lavoro di Le Blon si dimostrò importante anche per l'uso della scienza nell'industrializzazione delle pratiche artigianali, oltre che la base per la moderna stampa a colori.
Le Blon era convinto che le fonti d'ispirazione e le basi della sua arte risiedessero nelle scienze.
Le Blon ci ha lasciato una cinquantina di preziose e rare incisioni, riproduzioni di opere di maestri del passato.

### Pagine dalColoritto
Queste prove numerate da I a IX mostrano per prima cosa i tre stati intermedi che consentono di ottenere la stampa a colori finale del ritratto di una giovane donna (non identificata):
Le seguenti cinque prove (V - IX) mostrano la riproduzione di tavolozze in apposizione a due ritratti incisi che comprendono secondo Le Blon, da un lato "vermiglio per la tintura principale", dall'altro, "la terra rossa per la tintura generale"; successivamente Le Blon enumera i gradi di luce e ombra, che vanno da «La Mezze-Teinte» a «La Teinture réfléchie», dal «Le Reflex» a «La Touche»:

## Opere

### Pubblicazioni
- Jacob Christoph Le Blon, Coloritto : L'Harmonie du coloris dans la peinture; reduite en pratique mecanique et à des regles sures & faciles : avec des figures en couleur, pour en faciliter l'intelligence, non seulement aux peintres, mais à tous ceux qui aiment la peinture, Londra, 1725;
- Antoine Gautier de Montdorge e Jacob Christoph Le Blon, L'art d'imprimer les tableaux, riedizione aggiornata, che riprende il Coloritto inglese-francese con una ristampa delle tavole e aggiunge un saggio illustrato sulle tecniche di storia e incisione ispirate ad Abraham Bosse, Parigi, 1756.

### Stampe conservate di Le Blon

#### Presso la Biblioteca nazionale di Francia
- Ritratto del cardinale André-Hercule de Fleury, tratto da un'opera di Hyacinthe Rigaud, 1738;
- Ritratto di Luigi XV, tratto da un'incisione di Nicholas Blakey, prova a colori finale, 1739.

#### In altri musei
- Bonaventura van Overbeek, tratto da un'opera di Cornelis Vermeulen, 1709;
- Ernst Wilhelm von Salisch, incisione a colori, prima del 1725, Fitzwilliam Museum.